# Baniwa
Baniwa is een geslacht van vlinders uit de onderfamilie Macroglossinae van de familie pijlstaarten (Sphingidae).

## Soorten
- Baniwa yavitensis Lichy, 1981